# Himmelhunde
Himmelhunde ist ein 1941 gedrehter deutscher Spielfilm von Roger von Norman. Erzählt wird die Geschichte des Hitlerjungen Werner (Erik Schumann), der trotz eines Verbots erfolgreich an einem Segelflugwettbewerb teilnimmt. Wegen seines Ungehorsams wird ihm der Sieg jedoch aberkannt. Nur mit Mühe und mit Unterstützung des Obertruppführers Fritz Kilian (Malte Jäger) überwindet Werner seinen Trotz und erkennt die Notwendigkeit „unbedingten Gehorsams“ an.
Der zur Zeit des Nationalsozialismus gedrehte Film gehört zu den Vorbehaltsfilmen. 

## Handlung
Der Hitlerjunge Werner gehört zu einer HJ-Segelfliegergruppe, die von NSFK-Obertruppführer Kilian geleitet wird. Für einen Wettbewerb arbeiten die Jungen an einem neuen Segelflugzeug. Als Kilian am Flugzeug einen Fehler feststellt, verbietet er den Start. Ohne Wissen von Kilian gelingt es Werner, den Fehler zu beheben. Der Junge nimmt am Wettbewerb teil und gewinnt, aber der Sieg wird ihm aberkannt. Werner und einige Kameraden werden wegen Ungehorsams des Lagers verwiesen. Nur langsam gelingt es Kilian, Werner davon zu überzeugen, dass er ohne Gehorsam in einer Kameradschaft nicht bestehen kann. Nachdem er sich einsichtig zeigt, dürfen er und seine Kameraden ins Lager zurückkehren. 

## Produktionsnotizen
Die Dreharbeiten für Himmelhunde fanden vom 11. August 1941 bis zum 7. Oktober 1941 im Schulungslager der Hitler-Jugend am Flugplatz Hornberg auf der Schwäbischen Alb und vom 10. Oktober 1941 bis 1. November 1941 in der Ufastadt Babelsberg statt. In der „Reichssegelflugschule Hornberg“ standen genügend Segelflugzeuge als Staffage zur Verfügung. Als Statisten agierten viele Laienschauspieler aus der lokalen Hitlerjugend und aus der NS-Eliteschule Napola in Feldafing in Bayern. Als Produktionsfirma fungierte die Terra-Filmkunst GmbH (Berlin), (Produktionsleitung: Eduard Kubat). Die Aufnahmeleitung oblag Willi Herrmann-Balz. Die Bauten stammten von Hermann Asmus. Die Uraufführung fand am 20. Februar 1942 anstatt in Berlin im Stuttgarter Ufa-Palast und parallel in Schwäbisch Gmünd statt. Am 1. April 1942 lief der Film dann in Berlin an. Der Film unterlag nach Beendigung des Krieges der Prüfung der Alliierten Militärzensur.
Wirtschaftlich war der Film wenig erfolgreich. Außer in Süddeutschland wurde er kaum aufgeführt.

## Kritik/Rezeption
Zur Intention des Films führt darin ein hoher NS-Funktionär aus: „Der beste Nachwuchs für die beste Luftwaffe der Welt. Denn die Segelflieger von heute sind die Kampfflieger von morgen.“
Wegen der im Film propagierten Forderung nach unbedingtem Gehorsam und der Verherrlichung der nationalsozialistischen Ideologie wurde er nach dem Ende des Zweiten Weltkrieges im Juni 1945 von den alliierten Siegermächten verboten. Heute beansprucht die Friedrich-Wilhelm-Murnau-Stiftung die Auswertungsrechte. Der Film wird als Vorbehaltsfilm eingestuft. Seine öffentliche Aufführung ist seitdem nur eingeschränkt möglich.